# Iglesia de San Juan Bautista (Guzmán)
La iglesia de San Juan Bautista en la localidad de Guzmán (provincia de Burgos, Castilla y León, España) es un templo católico bajo la advocación de Juan el Bautista.
Esta iglesia ha sido declarada por la Junta de Castilla y León, Bien de Interés Cultural.
Como sede parroquial católica, pertenece al arciprestazgo de Roa, diócesis de Burgos. Dependen de esta parroquia las siguientes localidades: Boada de Roa, Pedrosa de Duero, Quintanamanvirgo y Villaescusa de Roa.

## Historia
Esta iglesia a se empezó a construir en los primeros años de 1600 y fue terminada en noviembre de 1653, merced a los cuantiosos donativos de la familia de los Guzmán Santoyo y del Obispo de Palencia, Cristóbal de Guzmán Santoyo, quienes, de su peculio particular y rentas de Mayorazgo, costearon la terminación de sus muros, bóvedas, altares, capillas, enlosado y torre, ésta y la capilla de Santo Domingo de Guzmán, desde sus cimientos, y la adornaron de imágenes, dotándola de abundantes ropas y objetos de culto.

## Descripción
Es de estilo ojival del Renacimiento, de tres naves con bóvedas de crucería, dos tramos del tipo más corriente y airoso de las buenas iglesias de ese estilo, con presbiterio levantado realzado de altar barroco, muy bien dorado, con grande y bella imagen de San Juan Bautista, coronada de relieve policromado de la Asunción de Nuestra Señora, bajo San Juan Bautista se encuentra el Cristo de las Animas.
A los lados del altar, dos altarcitos con imágenes de Santo Tomás de Aquino, Santo Domingo de Guzmán, San Antonio de Padua y San Francisco de Asís.
De las dos capillas una esta ofrecida a Santo Domingo de Guzmán y la otra a Nuestra Señora del Rosario.
La de Santo Domingo de Guzmán es cuadrada, pero con bóveda de crucería, amplia, de un solo altar, dorado, estilo Renacimiento, con imagen de Santo Domingo de Guzmán.
Aquí se encuentra la sepultura de Cristóbal de Guzmán Santoyo y Beltrán, obispo de Palencia, que se encuentra en el centro de la capilla, con su estatua yacente vestida de pontifical, su verdadera imagen en la ancianidad. En los muros laterales de la capilla y dentro de sendos arcos sepulcrales aparecen las estatuas orantes de los padres del citado obispo: el tesorero del duque de Béjar y alcaide de la Fortaleza de Curiel, Cristóbal de Guzmán Santoyo y Ordóñez, y María Beltrán; él en traje de caballero de la época de Felipe II, y ella, con bella indumentaria.
Rodeando la capilla aparece la siguiente leyenda: 

Esta capilla fundó el Ilmo. Sr. Dn. Cristóbal de Guzmán y Santoyo, Obispo de Palencia, Conde de Pernía, del Consejo de S. M. para honra y gloria de Dios, para su entierro y el de los descendientes y sucesores dellos. Año de 1653.

El exterior del templo es sencillo, de amplios muros de piedra, levantándose a su pie y adosada una magnífica torre de campanas, que se alza, potente y airosa, ennoblecida por el escudo de armas de los Guzmán-Santoyo.
Recientemente la iglesia ha sido restaurada y se puede disfrutar en todo su esplendor.